# Burkina Faso na letnich igrzyskach olimpijskich
Reprezentacja Burkiny Faso na letnich igrzyskach olimpijskich po raz pierwszy wystartowała podczas igrzysk w Monachium w 1972 roku (wtedy jeszcze jako Górna Wolta). Wtedy to wystartował jeden zawodnik.
Jak dotąd reprezentanci Burkiny Faso zdobyli jeden medal, brąz w trójskoku na Letnich Igrzyskach Olimpijskich w Tokio. 

## Medaliści letnich igrzysk olimpijskich z Burkiny Faso

### Złote medale
Brak

### Srebrne medale
Brak

### Brązowe medale
Brak